# Agathomyia unicolor
Agathomyia unicolor är en tvåvingeart som beskrevs av Oldenberg 1928. Agathomyia unicolor ingår i släktet Agathomyia och familjen svampflugor.
Artens utbredningsområde är Tyskland. Arten är reproducerande i Sverige. Inga underarter finns listade i Catalogue of Life.